# Türken in Österreich

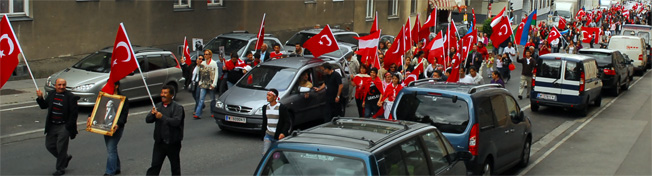
Türkischer Tag 2009 in Wien

Als Türken in Österreich (türkisch: Avusturya'daki Türkler; Türken in Österreich) werden umgangssprachlich sowohl in Österreich lebende türkische Staatsbürger als auch ethnische Türken mit österreichischer Staatsbürgerschaft verstanden. Zurzeit (Stand 2017) stellen sie – nach Deutschen  und Serben – die drittgrößte Migrantengruppe Österreichs.

## Geschichte

### Frühe Ansiedlung
Nach der Rückeroberung der durch das Osmanische Reich besetzten österreichischen Territorien in den 1530er Jahren verließ die Mehrheit der osmanischen Türken die von den Österreichern eroberten Gebiete; einige gerieten jedoch unter österreichische Herrschaft, blieben und breiteten sich aus. Als Joseph II. 1764 den Thron bestieg, war Türkisch laut John Abbott bereits eine der zehn im damaligen habsburgischen Österreich meistgesprochenen Sprachen.

### Immigration von Gastarbeitern in den 1960er und 1970er Jahren
Aufgrund eines Mangels an Arbeitskräften in Österreich während der wirtschaftlichen Blütezeit bis zum Ende der 1960er Jahre, entschied sich die damalige österreichische Bundesregierung unter Josef Klaus für die Anwerbung türkischer Gastarbeiter. Am 15. Mai 1964 wurde eine dementsprechende bilaterale Vereinbarung mit der Türkei geschlossen. Obwohl von Seiten Österreichs und der meisten Gastarbeiter anders beabsichtigt, ließen sich viele der Arbeiter in Österreich nieder und gründeten Familien.
Daraufhin wurde die Anwerbung weiterer Gastarbeiter in den 1970er Jahren gestoppt und Österreich begann, in Reaktion auf die Ölkrise 1973/74, mit der Ausweisung einer großen Zahl niedergelassener Arbeiter. Weiters wurde 1975 das Ausländerbeschäftigungsgesetz verabschiedet. Es gab auch Versuche, sie mit finanziellen Anreizen zur Rückkehr in ihre Heimat zu bewegen. Trotzdem benötigte die im Wachsen begriffene österreichische Wirtschaft Mitte der 1980er Jahre erneut zusätzliche Arbeiter, und die türkischen Gastarbeiter kamen wieder.
Seit Juni 1995 ist es ehemaligen türkischen Staatsbürgern, welche eine ausländische Staatsbürgerschaft angenommen haben, durch die so genannte Mavi Kart wieder erlaubt in ihrem Land zu leben, zu arbeiten oder Land zu erwerben.

## Demographie
| Türkische Staatsbürger in Österreich laut Statistik Austria | Türkische Staatsbürger in Österreich laut Statistik Austria |
| Jahr                                                        | Zahl                                                        |
| ----------------------------------------------------------- | ----------------------------------------------------------- |
| 1951                                                        | 112                                                         |
| 1961                                                        | 217                                                         |
| 1971                                                        | 16.423                                                      |
| 1981                                                        | 59.900                                                      |
| 1991                                                        | 118.579                                                     |
| 1997                                                        | 132.737                                                     |
| 1998                                                        | 131.729                                                     |
| 1999                                                        | 127.533                                                     |
| 2000                                                        | 126.995                                                     |
| 2001                                                        | 127.226                                                     |
| 2002                                                        | 127.018                                                     |
| 2003                                                        | 122.931                                                     |
| 2004                                                        | 116.882                                                     |
| 2005                                                        | 113.635                                                     |
| 2006                                                        | 108.808                                                     |
| 2007                                                        | 109.716                                                     |

Türkische Zuwanderer und ihre Familien stellen eine bedeutende Minderheit innerhalb der österreichischen Bevölkerung dar. Laut Volkszählung 2001 lebten damals 127.226 türkische Staatsbürger in Österreich. (1,6 % der Gesamtbevölkerung) Davon lebten 39.119 in Wien, 19.911 in Niederösterreich, 18.838 in Vorarlberg, 17.226 in Oberösterreich, 16.017 in Tirol, 8.800 in Salzburg, 4.793 in der Steiermark, 1.280 im Burgenland und 1.192 in Kärnten.
Laut einem Bericht der Minority Rights Group International wurde der Großteil jedoch inzwischen eingebürgert. Die Organisation schätzt die Zahl der Personen türkischer Abstammung in Österreich insgesamt auf etwa 200.000 bis 300.000. Schätzungsweise bis zu 40.000 Türken könnten illegal in Österreich leben. Türkische Zuwanderer sind nach Serben und Deutschen die größte einzelne Migrantengruppe, führend im Ansuchen um die österreichische Staatsbürgerschaft und stellen auch die Mehrheit der österreichischen Muslime.

### Geburtenraten
Die hohen Geburtenraten unter türkischstämmigen Österreichern (wie etwa 3,07 Kinder pro türkischer Frau 1955–60) gehen vor allem auf Migrantinnen der ersten Generation zurück. Zwei Drittel der in Österreich lebenden, aber in der Türkei geborenen Frauen haben drei oder mehr Kinder. 12 % der 2005 geborenen Kinder haben eine ausländische Mutter (wobei eingebürgerte Zuwanderer hier nicht miteingerechnet werden). Während die Geburtenrate bei  ortsständig österreichischen Frauen auf den niedrigsten Stand seit 2000 (1,29) fiel, nähert sie sich bei türkischstämmigen Österreicherinnen bereits dem durchschnittlichen dritten Kind, fiel in den folgenden Jahren aber deutlich (s. Tabelle).
Geburtsraten in Österreich nach Nationalität und Zeitraum:
| Zeitraum  | Österreicher | Andere | Türken |
| --------- | ------------ | ------ | ------ |
| 1984–1989 | 1,43         | 2,22   | 3,70   |
| 1990–1994 | 1,41         | 2,21   | 3,09   |
| 1995–1999 | 1,31         | 2,06   | 2,63   |
| 2000–2004 | 1,29         | 2,04   | 2,92   |
| 2014      | 1,366        | 2,259  | 2,440  |

### Sprache
Wie das Serbische als meistgebrauchte Migrantensprache, so werden auch das Türkische und Kurdische (in kleinerem Ausmaß Zaza) als allochthone Idiome der Immigranten aus der Türkei in Österreich nicht (wie etwa Burgenlandkroatisch, Ungarisch, Tschechisch etc.) als Minderheitensprache anerkannt und unterliegen auch nicht dem Schutz durch das Minderheitenschutzgesetz. Dies wirkt sich etwa auf die Schule aus, da Personen türkischer Herkunft auch keinen Rechtsanspruch auf Unterricht in ihrer Muttersprache haben. Allerdings wird an vielen Schulen mit ausreichendem Anteil an Muttersprachlern entsprechender Unterricht als Freifach angeboten, b.z.w. gibt es muttersprachliche Begleitung im Unterricht.

### Zugehörigkeitsgefühl
Erhebungen für das Statistische Jahrbuch für Migration und Integration der Statistik Austria ergaben, dass sich 69,3 % der türkischen Einwanderer nach wie vor „dem Staat, aus dem ich stamme bzw. aus dem meine Eltern stammen“ zugehörig fühlen. Nur 30,7 % der Türken fühlen sich eher Österreich zugehörig. Damit liegen sie deutlich unter dem Prozentsatz anderer Zuwanderergruppen, etwa den Einwanderern aus dem ehemaligen Jugoslawien, Polen oder Rumänien. Allerdings ergab die Studie auch, dass sich 71,6 % in Österreich zumindest „heimisch“ fühlen. Aber auch dieser Wert liegt merklich unter dem der anderen Gruppen. Weiters wurde festgestellt, dass geringes Zugehörigkeitsgefühl zu Österreich mit mangelnder Schulbildung korreliert.

## Religion

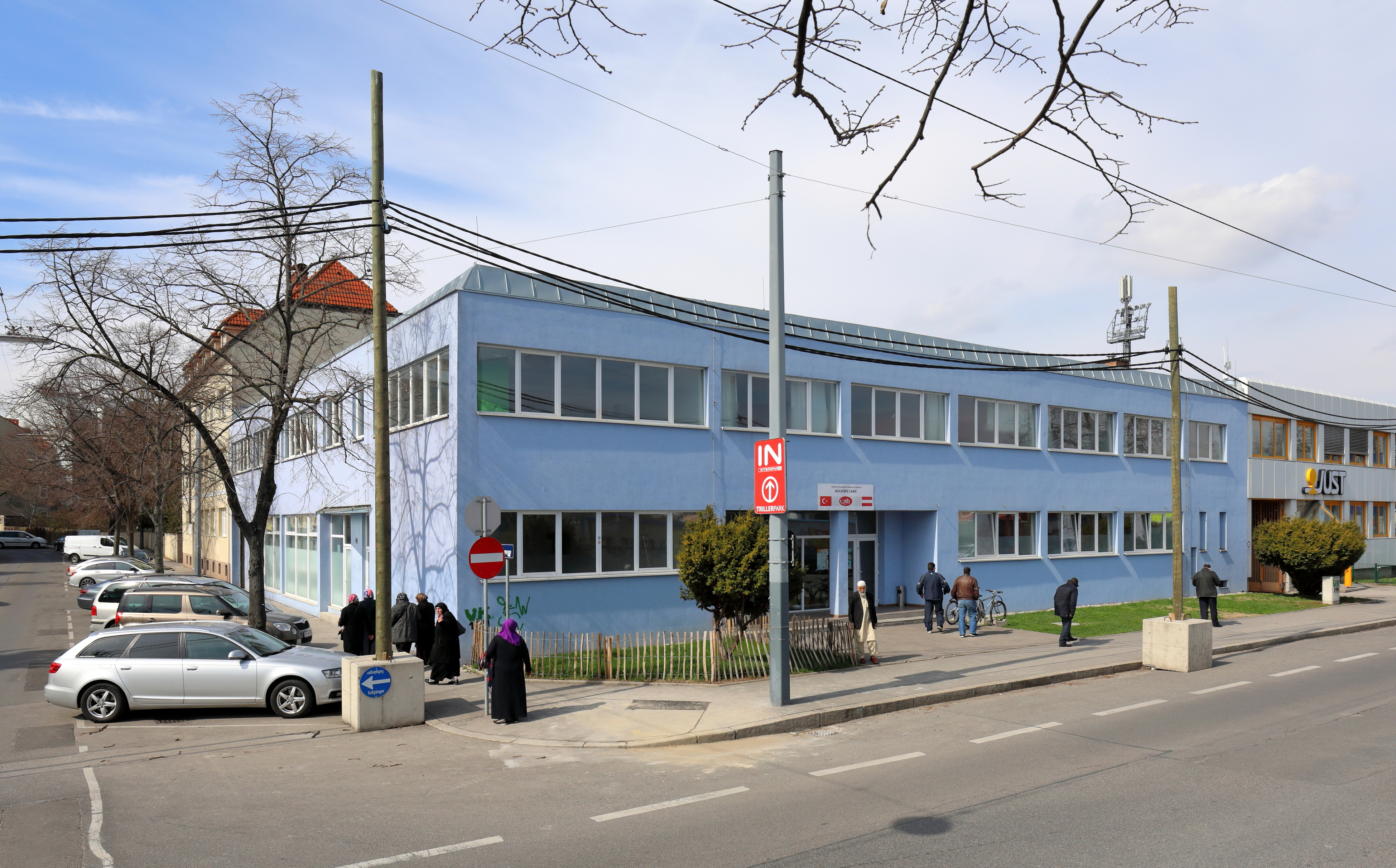
Türkisches Kulturzentrum „Rappgasse“ in Wien-Floridsdorf der ATIB Union

Mit einem 1979 erlassenen Bescheid des Bundesministeriums für Unterricht und Kultur erfolgte in Österreich die vollständige Anerkennung des Islam als öffentlich-rechtliche Körperschaft. Neben der bereits 1912 anerkannten hanafitischen Rechtsschule umfasste die Zuerkennung dieses Status die übrigen drei sunnitischen Rechtsschulen der Schafiiten, Malikiten und Hanbaliten sowie die Schiiten (Zwölferschiiten und Zaiditen). Seit diesem Zeitpunkt führen die Anhänger des Islam als anerkannte Religionsgemeinschaft die Bezeichnung „Islamische Glaubensgemeinschaft in Österreich“ (IGGiÖ). Diese Anerkennung gestattet der islamischen Glaubensgemeinschaft, an öffentlichen Schulen islamischen Religionsunterricht zu erteilen. Die islamische Glaubensgemeinschaft hält seit dem Schuljahr 1982/83 islamischen Religionsunterricht in deutscher Sprache ab.
Durch diese frühzeitige Anerkennung und Institutionalisierung des Islam nimmt Österreich innerhalb Europas eine Sonderstellung ein. Diese gesetzliche Anerkennung des Islam als Religionsgemeinschaft geht auf das 19. Jahrhundert zurück. Mit der 1878 erfolgten Annexion von Bosnien und Herzegowina durch die Donaumonarchie kam eine kompakte muslimische Bevölkerung von etwa. 600.000 Menschen in den Herrschaftsbereich Österreichs. Die Muslime bezeichneten sich zur Unterscheidung von den übrigen Türken als Bosniaken, dennoch wurden sie auch von den Nichtmuslimen des Landes als „Türken“ betrachtet. Der Islam war in der Monarchie seit 1874 als Religionsgesellschaft anerkannt.
Seit sich das Osmanische Reich im 17. und 18. Jhdt. bis nach Mitteleuropa ausbreitete, gab es auch in Österreich-Ungarn eine muslimische Minderheit. So verfügte etwa die Botschaft des Osmanischen Reiches stets über eine frei zugängliche Moschee samt Imam.
Offiziell werden die österreichischen Muslime durch die Islamische Glaubensgemeinschaft vertreten,  (der derzeitige Integrationsbeauftragte ist Omar Al-Rawi, SPÖ-Gemeinderat und ein gebürtiger Iraker), bei der allerdings nicht die Mehrheit aller Muslime registriert ist.
Die meisten türkischen Muslime sind in den parallelen Strukturen des türkischen Religionsministeriums Diyanet in Österreich (ATIB) und dessen Moscheevereinen organisiert. Im Gegensatz zur IGGiÖ werden diese Einrichtungen ausschließlich vom türkischen Staat unterhalten und personell bestellt.
Als Ergänzung und unabhängig davon erfreuen sich unter Türken auch die sog. Sport- und Kulturvereine der rechtsextremen “Grauen Wölfe” (Ülkücüler) großer Beliebtheit (sie stehen politisch der türkischen Parlamentspartei MHP nahe), sowie private örtliche Koranschulen und kleinere Zentren, etwa jene der Bewegung von Fethullah Gülen (in Öst. auch als Zamanavusturya der Zaman-Mediengruppe vertreten).
Neben der islamischen Religionszugehörigkeit ist auch das Alevitentum unter den Türken in Österreich verbreitet.

## Einbürgerung
Entsprechend dem Einbürgerungsgesetz 1998 rührt das Recht auf Verleihung der österreichischen Staatsbürgerschaft vom Abstammungsprinzip und einer Mindestwartezeit von 10 Jahren her. Das Gesetz sieht vor, dass der Antragsteller selbst belegen muss, erfolgreich in die österreichische Gesellschaft integriert zu sein. Besonders wichtig für eine erfolgreiche Einbürgerung sind die wirtschaftliche Unabhängigkeit des Antragstellers (er ist nicht auf Sozialleistungen angewiesen), angemessene Beherrschung der deutschen Sprache und absolute strafrechtliche Unbescholtenheit.
Zwischen 1995 und 2008 wurde 108.630 türkischen Staatsbürgern die österreichische Staatsbürgerschaft verliehen.

## Bekannte Personen

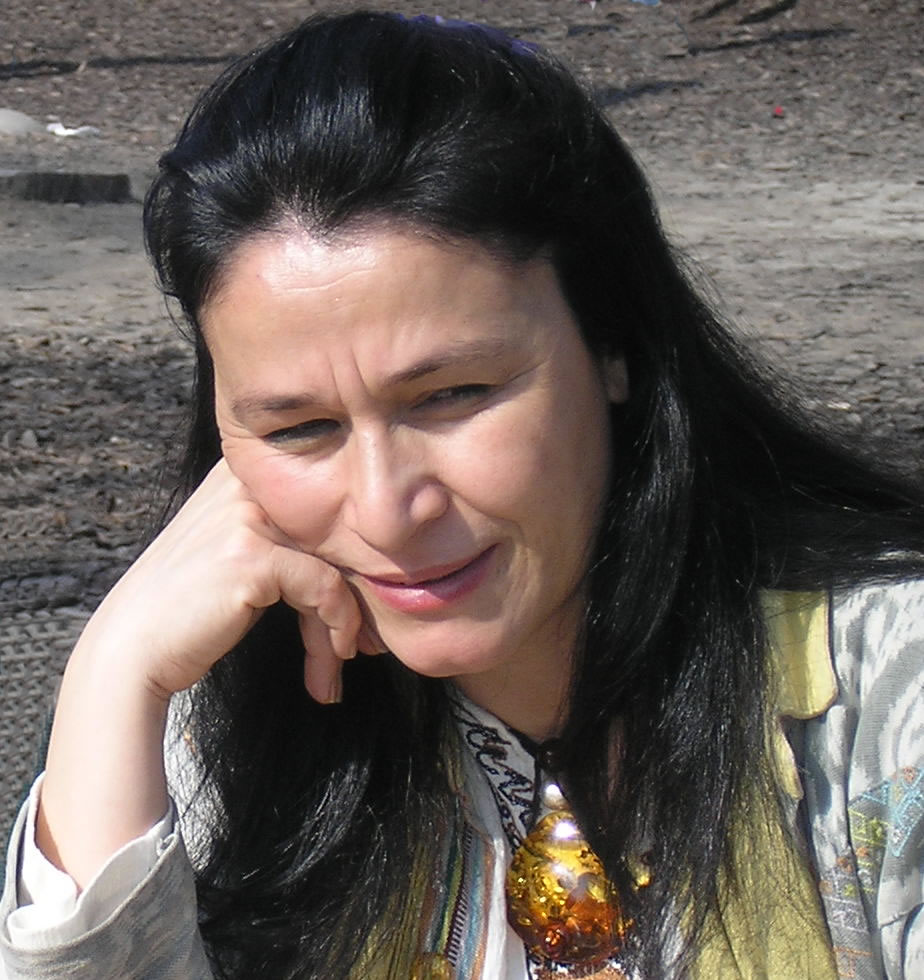
Emel Heinreich, Schauspielerin, Autorin und Produzentin
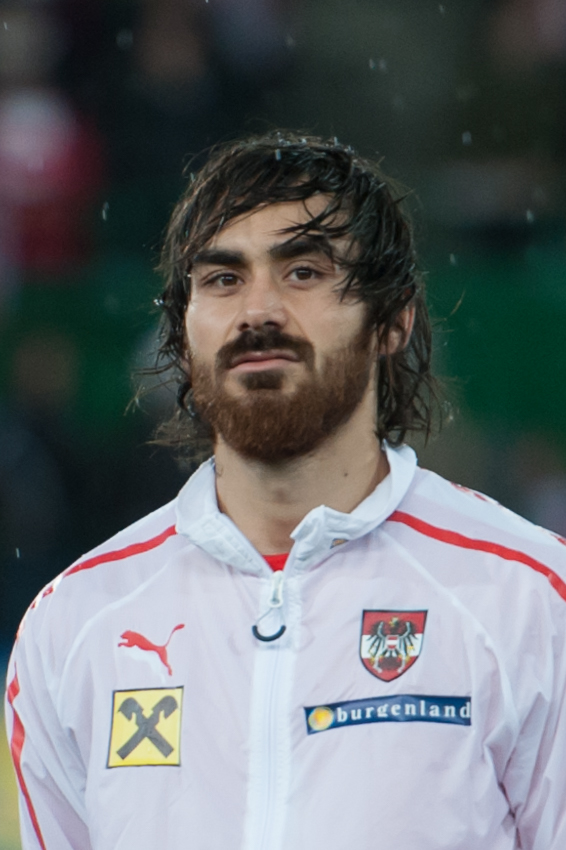
Veli Kavlak, Fußballer
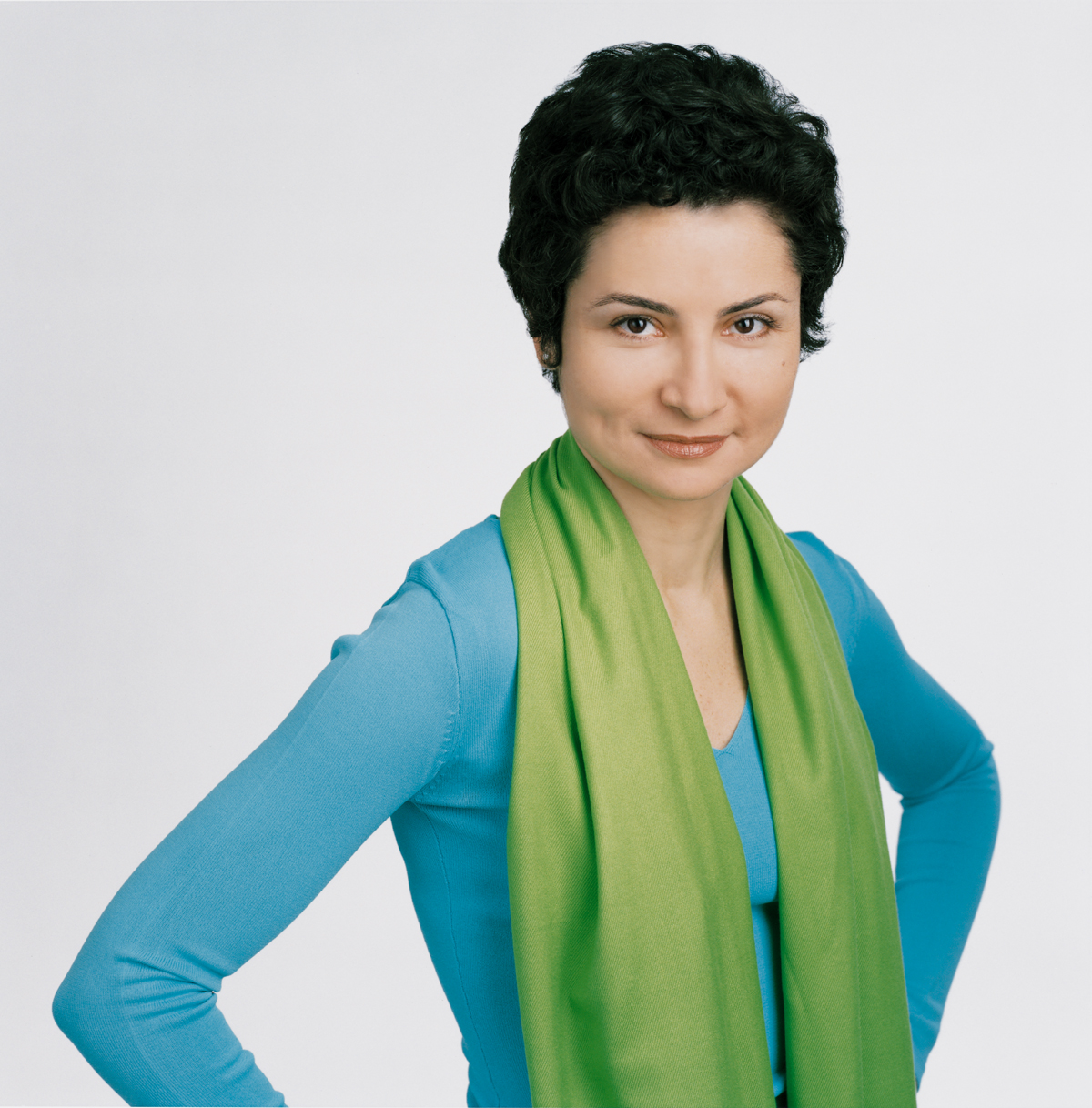
Alev Korun, ehemalige Abgeordnete zum Nationalrat
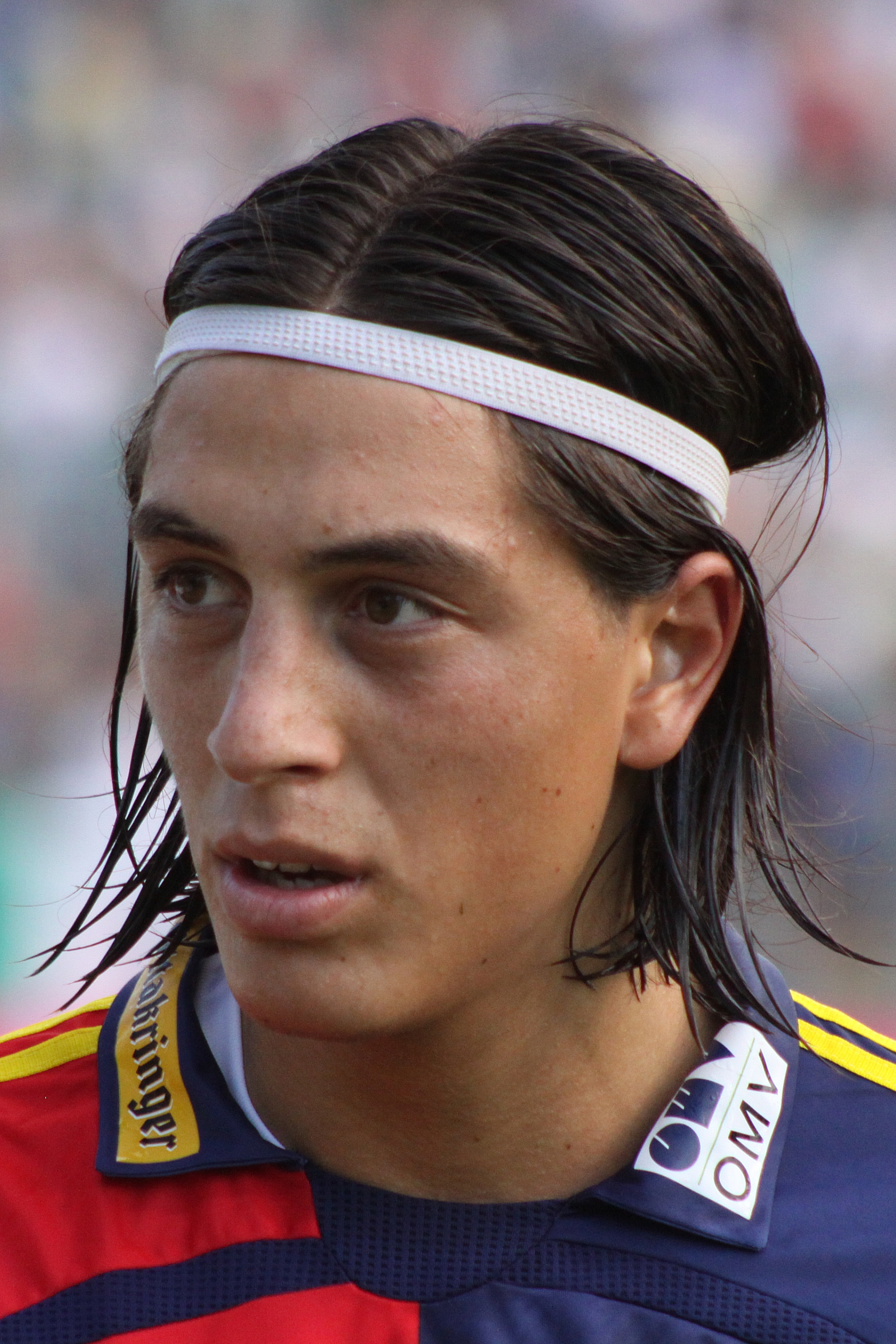
Yasin Pehlivan, Fußballer
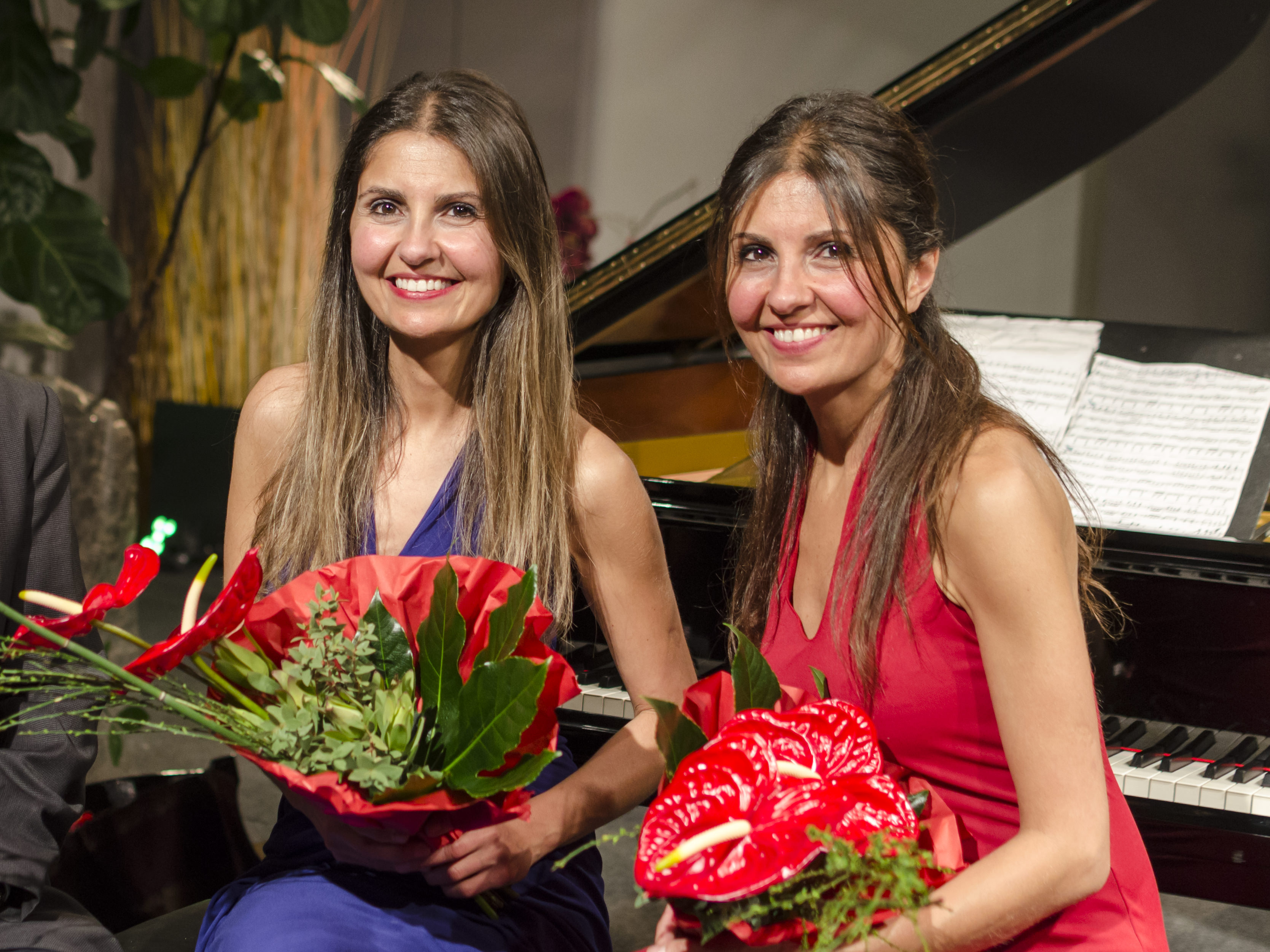
Ferhan und Ferzan Önder, Pianistinnen
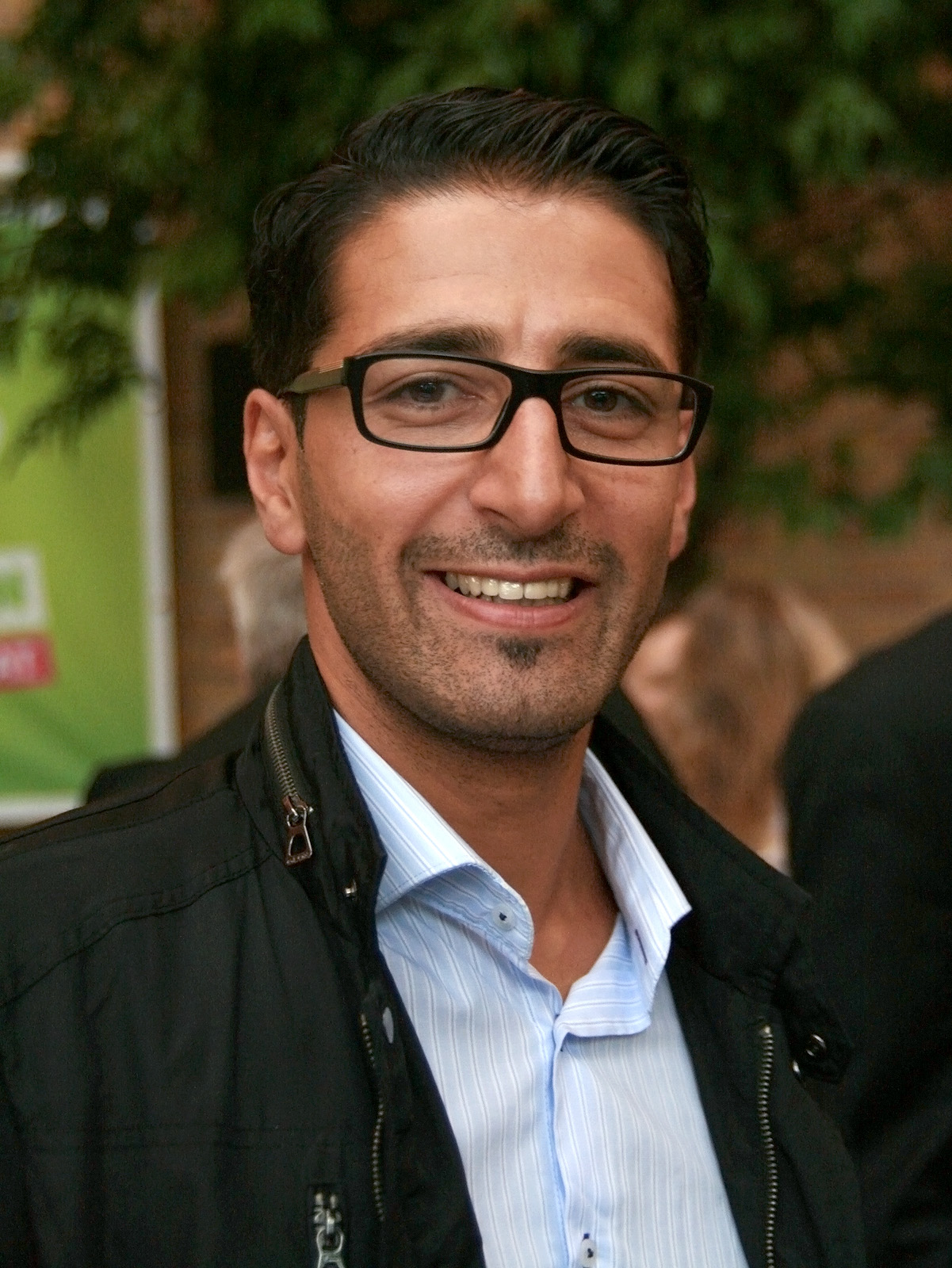
Efgani Dönmez, ehemaliger Abgeordneter zum Nationalrat
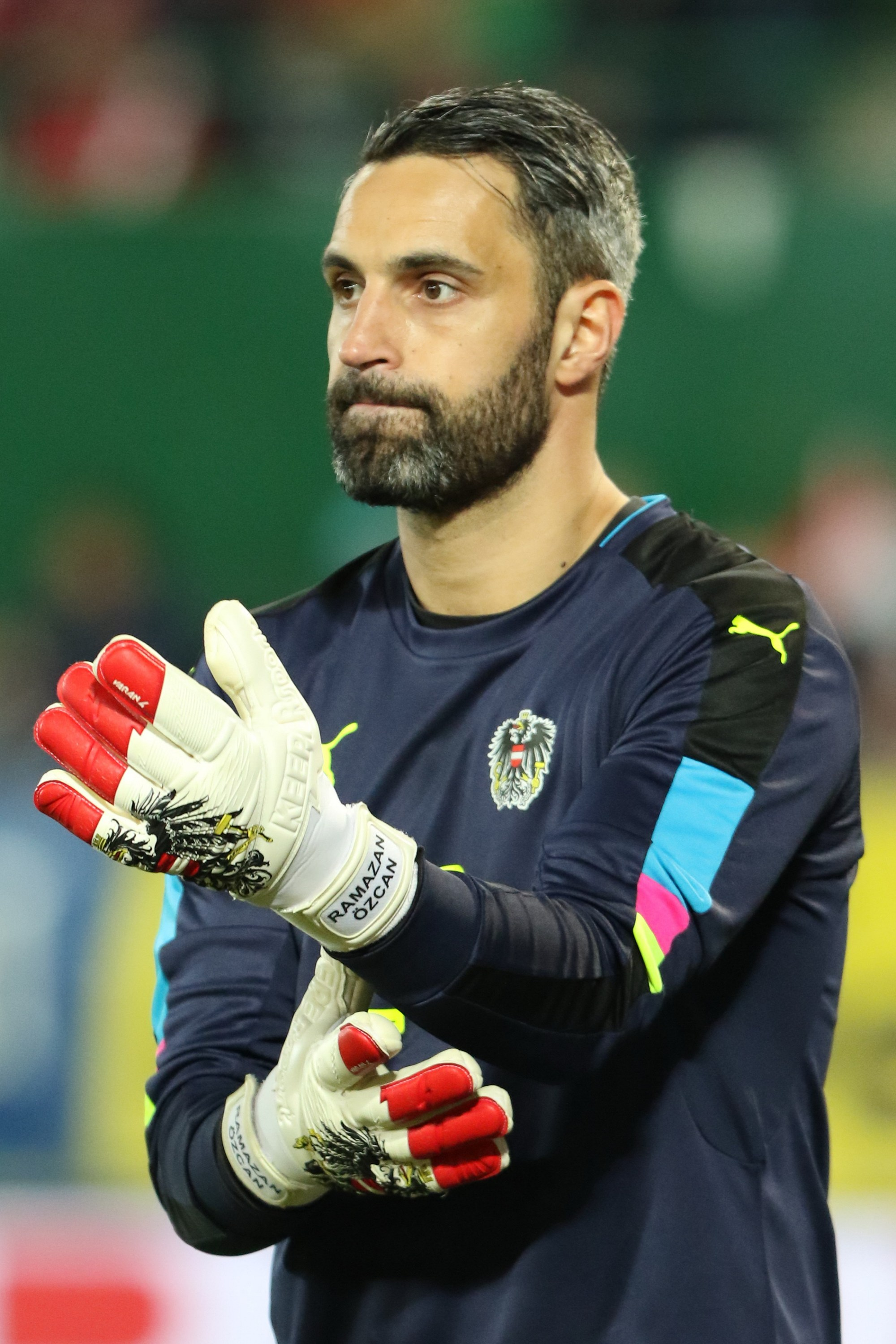
Ramazan Özcan, Fußballtorhüter